# Rolando Zanni
Rolando Zanni (Abetone, 8 febbraio 1914 – Breuil-Cervinia, 6 aprile 2000) è stato uno sciatore alpino e sciatore di velocità italiano.

## Biografia
Nato nel 1914 ad Abetone, in provincia di Pistoia, a 21 anni partecipò ai Giochi olimpici di Garmisch-Partenkirchen 1936, non riuscendo a terminare la gara di combinata alpina.
Nel 1947 stabilì il nuovo record nel chilometro lanciato di sci di velocità con 157 km/h.
Ai campionati italiani vinse il titolo di discesa libera nel 1951.
Dopo il ritiro fu maestro di sci alpino e soccorritore alpino.
Morì nel 2000, a 86 anni.